# Tiago Apolónia
Tiago Apolónia (ur. 28 lipca 1986 w Lizbonie) – portugalski tenisista stołowy, olimpijczyk z Pekinu (2008), Londynu (2012), Rio de Janeiro (2016), Tokio (2020) i Paryża (2024), brązowy medalista mistrzostw świata, medalista mistrzostw Europy.

## Sukcesy
Na podstawie.

### Mistrzostwa świata
- 2019 – brązowy medal Mistrzostw Europy (gra podwójna)

### Mistrzostwa Europy
Na podstawie.
- 2019 – srebrny medal Mistrzostw Europy (drużynowo)
- 2017 – srebrny medal Mistrzostw Europy (drużynowo)
- 2016 – brązowy medal Mistrzostw Europy (gra podwójna)
- 2015 – brązowy medal Mistrzostw Europy (gra pojedyncza)
- 2014 – złoty medal Mistrzostw Europy (drużynowo)
- 2013 – brązowy medal Mistrzostw Europy (gra podwójna)
- 2011 – brązowy medal Mistrzostw Europy (drużynowo)
- 2008 – brązowy medal Mistrzostw Europy (gra podwójna)